# Кашуба, Эдуард Алексеевич
Эдуа́рд Алексеевич Кашуба (род. 7 октября 1946, Красилов, Каменец-Подольская область) — доктор медицинских наук, профессор, иммунолог, ректор Тюменской государственной медицинской академии (1998—2013).

## Биография

### Семья и ранние годы
Эдуард Алексеевич Кашуба родился 7 октября 1946 года в Красилове Каменец-Подольской области (ныне Хмельницкая область) в семье военного лётчика. Семья часто переезжала из гарнизона в гарнизон, а после демобилизации отца переехала в Воронеж, где Эдуард завершил среднее образование в школе рабочей молодёжи, сэкономив год по сравнению со сверстниками. Устроившись работать лаборантом в Воронежский медицинский институт, он увлёкся медициной на всю жизнь. На следующий год он уже стал студентом. На студенческой скамье Кашуба приобщился к науке, возглавив институтское студенческое научное общество.

### Карьера учёного
Окончил институт по специальности «лечебное дело» (1971), клиническую ординатуру в 1973 году, после чего в течение пяти лет работал врачом-инфекционистом Воронежской городской инфекционной больницы № 12. Успешно защитил кандидатскую диссертацию по заболеваниям печени и возглавил открытый в Воронеже гепатологический центр.
В 1978 году Э. А. Кашуба выступил с докладом по гистохимии печени на всесоюзном симпозиуме, организованном знаменитым латвийским академиком Блюгером. Его научные изыскания заинтересовали коллег из Тюмени, среди которых был доцент Александр Артемьевич Моисеенко. Он и пригласил молодого учёного на научную работу в Тюменский государственный медицинский институт, где с 1978 по 1981 год Кашуба работал ассистентом кафедры инфекционных болезней.
С 1981 года Э. А. Кашуба стал заведующим кафедрой инфекционных болезней, создав на ней курсы детских инфекций, дерматовенерологии и косметологии.
Изучая региональную проблему заболеваний печени, осложняемых распространением описторхоза, Кашуба при содействии Моисеенко вышел на иммунологические исследования. Это была совершенно новая тема, в которой Кашуба стал основателем тюменской школы наряду со школами, создававшимися в Москве, Новосибирске, Томске и Челябинске. Собрав сильную команду, он приступил к созданию иммунологической лаборатории. В это время Эдуард Алексеевич уже возглавлял кафедру детских инфекций Тюменского мединститута. Его иммунологическая лаборатория тесно сотрудничала с научным коллективом под руководством биохимика профессора Вячеслава Ивановича Крылова, в работе участвовали учёные Антонина Дмитриевна Петрушина, Владимир Александрович Жмуров.
В 1985 году защитил докторскую диссертацию в НИИ педиатрии и детской хирургии Минздрава РФ (г. Москва) и в 1986 году возглавил научную работу вуза, став проректором.
В 1988 году ему присвоено учёное звание профессора.
С 1995-го по 1998 год работал главным врачом медсанчасти «Главтюменнефтегаза», возглавив построенную в начале 1990-х годов новую, оснащённую по последнему слову техники больницу. В этом качестве Эдуард Алексеевич был вынужден освоить деловые практики коммерческой медицины: уже через год больница начала приносить прибыль.

### Ректор
В сентябре 1998 года Кашуба вернулся к преподаванию и организации медицинского образования: он был избран ректором Тюменской государственной медицинской академии. Он смог консолидировать академический коллектив и добиться эффективного взаимодействия с органами власти, осознававшей необходимость подготовки квалифицированных медицинских кадров для области. Для содействия работе вуза была создана региональная общественная организация — Попечительский совет Тюменской медицинской академии, работавший до 2011 года.
На должности ректора Кашуба инициировал не только научные и образовательные, но и спортивные проекты. Именно он пригласил в спортивный клуб академии тренера по дзюдо Гульшет Байгирееву, которая организовала сильнейшую секцию в регионе и начала проводить открытый чемпионат Тюменской медицинской академии по дзюдо.
В 2000 году профессор Кашуба стал доверенным лицом В.В. Путина как кандидата на выборах президента Российской Федерации.
Поддержка губернатора Леонида Рокецкого помогла оснастить иммунологическую лабораторию американским аппаратом автоматического измерения иммунологических показателей. Большое содействие вузу оказывала мэрия Тюмени во главе со Степаном Киричуком. А стоматологический факультет с современной специализированной клиникой был открыт в академии по решению губернатора Тюменской области Сергея Собянина в 2002 году. Э. А. Кашуба был убеждён, что высокие технологии в медицине способны внедрять только специалисты с высшим образованием.
К 50-летию вуза перед его главным входом был установлен памятник земскому врачу. Мэр Тюмени Александр Викторович Моор содействовал реновации инфраструктуры учебных корпусов.
Э. А. Кашуба поднял международный престиж Тюменской медицинской академии и организовал приём иностранных студентов, число которых в 2020-е годы неуклонно росло даже на фоне эпидемии ковида.
С 2017 года Э.А. Кашуба возглавлял комиссию по образованию, науке, культуре и туризму Общественной палаты Тюменской области,  он входил также в Общественный совет при Департаменте образования и науки Тюменской области.
В марте 2018 года Э. А. Кашуба организовал межрегиональную научно-практическую конференцию «Анатомо-антропологические подходы к оценке индивидуальной изменчивости жителей Тюменской области» в память о 80-летии своего предшественника и наставника Н. Ф. Жвавого.
В 2019 году профессор Кашуба получил приглашение создать ординатуру и аспирантуру по инфекционным болезням в Медицинском институте Балтийского федерального университета имени Канта. Является профессором кафедры педиатрии и профилактической медицины Медицинского института БФУ им. И. Канта.

## Научная деятельность
Научная деятельность Э. А. Кашубы сосредоточена на исследовании роли мембранной патологии в развитии вторичных иммунодефицитных состояний, определяющих динамику воспалительных заболеваний различного происхождения. Он руководил Проблемной научно-исследовательской лабораторией экологической и клинической иммунологии Тюменского отделения Южно-Уральского научного центра РАМН, которую сам и создал ещё в Тюменском медицинском институте.
Профессор Кашуба подготовил более 250 научных и учебно-методических трудов по проблемам прикладной иммунологии и механизмов адаптации организма человека, в том числе семь монографий, один учебник, два руководства и четыре учебных пособия. Он разработал электронный обучающий модуль в системе «Консультант врача».
Э. А. Кашубе принадлежат восемь патентов на изобретения.
Под руководством Э. А. Кашубы подготовлены пять докторов и 41 кандидат наук.
Э. А. Кашуба состоит в учёном совете Южно-Уральского научного центра РАМН, входит в учебно-методическую комиссию по инфекционным болезням Минздрава РФ. Он являлся главным инфекционистом Уральского федерального округа.
Профессор входит в состав редакционной коллегии двух журналов (ВАК).
Э.А. Кашуба входит в Научный комитет ежегодного Всероссийского конгресса по инфекционным болезням имени академика В.И.Покровского.

### Создатель иммунологической школы
В 1983 году Э. А. Кашуба инициировал создание первой в Тюмени иммунологической лаборатории, под которую были первоначально выделены больничные складские вагончики. Силами работников кафедры сделали ремонт, в том числе создали стерильный бокс для иммунологических реакций. Биоматериал описторхов привозили из командировок на Крайний Север, в Октябрьский район, в Ханты-Мансийск и Тобольск. М.Орлов вместе с профессором Бычковым выделяли метоцеркарии. Сотрудники лаборатории обследовали больных описторхозом, синтезировали антигены и производили реакции с ними, изучали их влияние на лимфоциты крови. «Работали на энтузиазме, все были одержимы идеей. Много новых врачей тогда пришло, многие защитились у нас. Здесь начинали свою деятельность и профессор Махнев, и профессор Нелаева, много было и терапевтов, и наши инфекционисты. Очень сильное направление получилось», — вспоминает профессор М. Д. Орлов.
Через несколько лет лаборатории предоставили новые помещения в двухэтажном корпусе иммунологического центра на Комсомольской, 56. Там были развёрнуты исследования мембран лимфоцитов. Впоследствии лаборатория Эдуарда Алексеевича Кашубы была отделена от медицинского института и присоединена к инфекционной больнице, положив начало прикладной иммунологии в Тюменской области.

### Популяризатор науки
Э. А. Кашуба всю жизнь выступал как популяризатор науки и концептуалист, представляя свои идеи научному сообществу и широкой общественности. В частности, вместе с коллегами учениками он предостерегает от легковесного отношения к инфекционным заболеваниям у детей, напоминая об изменчивости микробного и вирусного мира и необходимости его постоянного изучения и выработки средств противодействия болезням. Его предупреждения адресованы практикующим педиатрам и мотивируют их постоянно совершенствоваться, искать и осваивать новые знания, чтобы помогать детям и их родителям эффективно противостоять инфекциям, развивать сотрудничество между профессионалами здравоохранения и семьей, чтобы достоверную информацию о рисках здоровью люди в первую очередь искали у квалифицированных медиков, а не в интернете.

## Организатор образования
Заняв по предложению ректора Н. Ф. Жвавого должность проректора Тюменского медицинского института по науке, Э. А. Кашуба за пять лет довёл количество преподавателей, имевших научные степени, с 40 % до 70 %.

## Награды
Заслуженный деятель науки Российской Федерации.
Награждён орденом Почета.
Почётный профессор Тюменского государственного медицинского университета.